# 폴 델보
폴 델보(Paul Delvaux, 1897년 9월 23일 ~ 1994년 7월 20일)는 벨기에의 화가이다.
안타이트 출신인 르네 마그리트와 더불어 벨기에의 쉬르레알리스트이다. 부친의 희망으로 건축을 배웠지만 수학이 떨어져서 화가로 전환하여 1920년에 4년간 브뤼셀의 미술학교에 다녔다. 델보 초기의 풍경화는 포브이며 인물은 대체로 벨기에의 표현파 안소르 페르메크의 영향을 받았으나 얼마 뒤에 키리코와 만나 쉬르레알리슴으로 기울어져서 거의 독자적인 힘으로 자기의 세계를 구축하였다. 1935년 후에는 직접으로는 참가하지 않았지만 쉬르레알리슴 미술전에 출품하여 '몽유병적 나부가 거니는' 그의 이미지네이션은 최근에 와서 겨우 인정을 받기에 이르렀다. 1969년 파리에서 회고전(回顧展)을 열었다. 앙드레 브르통은 이렇게 말하고 있다.
델보는 낡은 플랑드르 풍차가 청동(靑銅)의 빛 속에 진주의 쇠사슬을 만들고 있는 거대한 영혼의 영역과, 바로 이것을 통괄하는 단 한 사람의 여성에게 일체를 맡기고 있다.